# Abd-al-Màlik (II) ibn Nuh
Abu-l-Fawaris Abd-al-Màlik ibn Nuh ibn Mansur, més conegut com a Abd-al-Màlik (II) ibn Nuh (mort segle xi) fou emir samànida de Khurasan i Transoxiana del febrer a l'octubre del 999.
Els disturbis causats pel comandants turcs i els atacs (des del 992) del karakhànida Bogra Khan Harun, i després els seus successors havien debilitat als samànides. El seu predecessor Mansur II ben Nuh (Mansur Abul Harith ben Nuh 997-999) havia quedat sota el control del amir turc Faik Kassa i del visir Abu l-Muzaffar Muhammad Bargashi. Mansur II no va poder fer res contra 
els dos homes que aspiraven al govern del Khurasan (Nixapur): el amir Bagtuzun, i Mahmud ben Sebuktegin (Mahmud de Gazni) que el 998 havia derrotat el seu germà i rival Ismail ben Sebuktegin i ara governava l'Afganistan (998-1030). Finalment Faik i Bagtuzun es van aliar i van deposar Mansur II que fou cegat, i van portar al tron a Abd al Malek (febrer del 999) a canvi d'un elevat preu.
Va governar durant vuit mesos. Maḥmud inicialment es va proclamar com el venjador de Mansur II i va marxar amb un exèrcit cap al Khurasan; en una batalla prop de Merv va derrotar Faik (que va resultar mort), Bagtezun i Abd al-Malik, ocupant tot el Khurasan que estava en mans samànides. Els dos darrers van fugir cap a Transoxiana. Al mateix temps el karakhànida Ilig Nasr ibn Ali va decidir eliminar la dinastia samànida a Transoxiana i l'octubre del 999 va ocupar Bukharà sense oposició. Abd al-Malik fou deposat i enviat desterrat a Uzkent; Transoxiana fou annexionada als dominis karakhànides. Durant cinc anys el seu germà Ismail II ben Nuh al-Muntasir (999-1005) va presentar resistència fins que finalment fou derrotat.